# Пасут, Бруно
Бруно Пасут (итал. Bruno Pasut; 17 мая 1914, Спрезиано, Королевство Италия — 25 мая 2006, Тревизо, Италия) — итальянский композитор, дирижёр и хормейстер, пианист, органист, музыкальный педагог и музыковед.

## Биография
Родился в Спрезьяно 17 мая 1934 года. Он был вторым ребёнком из семи детей в семье, где отец и дед по отцовской линии были музыкантами. С началом Первой мировой войны семья Пасут переехала в Рим. Здесь будущий композитор обучился игре на фортепиано и продолжил музыкальное образование в Тревизо у педагогов Корнелии Биндони, Джулио Тиринделли и Луиджи Паван. В 1934 году окончил консерваторию святой Цецилии в Риме по классам хоровой музыки и хорового дирижирования, оркестрового дирижирования и полифонической вокальной композиции.
Игре на органе обучался у Иринео Фузера. Ещё во время обучения, служил органистом в храме в деревне Ловадина, близ Спрезьяно. В 1928 году Пасут был принят на место органиста в соборе Тревизо, и занимал это место до 1946 года.
В 1930—1940-х годах преподавал в епархиальной школе святой Цецилии. С 1945 по 1953 год был директором музыкальной школы имени Франческо Мандзато в Тревизо, где после служил художественным консультантом до 1973 года. Со второй половины 1950-х годов Пасут активно занимался педагогической деятельностью. Преподавал в консерваториях Болоньи, Турина, Пезаро, Виченцы и Венеции. С 1974 по 1980 год был директором консерватории в Адрии. С 1980 по 1981 год — консерватории в Кастельфранко-Венето.
В 1997 году он был назначен президентом венецианской Ассоциации по развитию хоровой деятельности (A.S.A.C.) — члена Итальянской национальной федерации Региональных хоровых ассоциаций (FENIARCO). В 1998 года на посту президента композитора сменил друг — Гастоне Дзотто. Пасут был членом жюри на многочисленных национальных и международных хоровых и композиторских конкурсах. Он был членом Тревизанского атенеума, где при его участии были написаны и изданы многочисленные биографии композиторов и музыкантов разных времён.
В 1942 году Пасут стал дирижёром оркестра «Тревизанские арки». Он также служил хормейстером и органистом в театре Ла-Фениче в Венеции, общественном театре в Ровиго и театре Реджо в Турине. Много лет возглавлял Папскую Антонианскую музыкальную капеллу в Падуе и руководил хорами «Туринские полифонисты», «Падуанский полифонический скит» и «Падуанский полифонический октет». Последний был им основан в 1962 году. Пасут дирижировал этим хором до 1997 года. Под его руководством эти коллективы приобрели известность по всей Европе.
Пасут был женат на Виттории, урождённой Сальмази, от которой имел пятерых дочерей. В 1995 году композитор овдовел. За два года до своей смерти, он пережил инсульт. Умер в Тревизо 25 мая 2006 года.
Пасут является автором более 360 произведений для хора, оркестра, фортепиано и органа. Писал в основном камерную музыку. Сочинения композитора ещё при его жизни были изданы несколькими итальянскими музыкальными изданиями.